# Simtek S951
Simtek S951 – samochód Formuły 1, zaprojektowany przez Nicka Wirtha oraz Paula Crooksa dla zespołu Simtek na sezon 1995. Kierowcami zespołu byli Domenico Schiattarella i Jos Verstappen, a kierowcą testowym był Hideki Noda. Noda miał zastąpić Schiattarellę w drugiej części sezonu, ale nigdy do tego nie doszło, ponieważ zespół wycofał się z Formuły 1 po 5 wyścigach. Samochód był napędzany przez silniki Ford Cosworth EDB 3.0 V8. Głównym sponsorem było MTV.

## Konstrukcja
Samochód został zaprojektowany przez szefa Simteka i dyrektora technicznego zespołu, Nicka Wirtha, wraz z głównym projektantem Simtek Research, Paulem Crooksem. Model był rozwinięciem Simteka S941. By utrzymać mocną pozycję firmy w Formule 1 po traumatycznym dla Simteka sezonie 1994 (śmierć Rolanda Ratzenbergera), zaprojektowano model S951, który był prostą konstrukcją.
Główne zmiany obejmowały silnik i skrzynię biegów. Silniki Ford Cosworth HBD6 3.5 zostały zastąpione przez silniki EDB, a skrzynie biegów Simtek/XTrac zastąpiono skrzyniami biegów konstrukcji Benettona. Skrzynie biegów Benettona były częścią umowy między Benettonem a Simtekiem, w myśl której kierowcą Simteka miał zostać mający wciąż ważny kontrakt z Benettonem Jos Verstappen. Model S951 był ostatnim gotowym samochodem Formuły 1 na sezon 1995 i do czasu Grand Prix Brazylii był mało testowany.

## S951 w wyścigach
Simtek S951 był znacznie bardziej konkurencyjny niż jego poprzednik. Verstappen kwalifikował się w środku stawki w niektórych wyścigach (najlepsza pozycja – 14 w Grand Prix Argentyny), ale ukończył tylko jeden wyścig. Głównie problemy sprawiała skrzynia biegów. Z powodu awarii skrzyni biegów Holender musiał wycofać się z Grand Prix Argentyny, gdzie stoczył walkę z Gerhardem Bergerem i jechał na punktowanym, szóstym miejscu.
Przed Grand Prix Monako Wirth ujawnił, że w ciągu 18 miesięcy funkcjonowania zespół MTV Simtek Ford zadłużył się na 6 milionów dolarów. Wirth zdecydował się nie brać udziału w Grand Prix Kanady, mając nadzieję na znalezienie sponsorów przed Grand Prix Francji. Tak się nie stało, i zespół zbankrutował. Oba modele zostały wystawione na aukcję: model Verstappena sprzedano za 18 000 funtów, a samochód Schiattarelli za 16 000 funtów.
Samochody S951 nie były używane w latach 1996–2006. W 2007 roku ścigały się one w serii EuroBOSS (kierowcami byli Paul Smith i Peter Alexander).

## Wyniki
| Legenda oznaczeń w tabelach wyników Wyświetl szablon na nowej stronie | Legenda oznaczeń w tabelach wyników Wyświetl szablon na nowej stronie                                                                     |
| Oznaczenie                                                            | Wyjaśnienie |
| --------------------------------------------------------------------- | --- |
| Złoty                                                                 | Zwycięzca lub mistrzostwo |
| Srebrny                                                               | 2. miejsce lub wicemistrzostwo |
| Brązowy                                                               | 3. miejsce lub II wicemistrzostwo |
| Zielony                                                               | Ukończył, punktował (w klasyfikacji generalnej, gdy zdobył co najmniej jeden punkt na przestrzeni sezonu, poza trzema powyższymi opcjami) |
| Niebieski                                                             | Ukończył, nie punktował (w klasyfikacji generalnej, gdy nie zdobył co najmniej jednego punktu na przestrzeni sezonu)                      |
| Czerwony                                                              | Nie zakwalifikował się (NZ) |
| Czerwony                                                              | Nie prekwalifikował się (NPK) |
| Różowy                                                                | Nie ukończył (NU) |
| Różowy                                                                | Niesklasyfikowany (NS) (w klasyfikacji generalnej, gdy nie został sklasyfikowany w żadnym wyścigu sezonu)                                 |
| Czarny                                                                | Zdyskwalifikowany (DK) |
| Czarny                                                                | Wykluczony (WYK/EX) |
| Biały                                                                 | Nie wystartował (NW) |
| Biały                                                                 | Kontuzjowany (K/INJ) |
| Biały                                                                 | Wyścig odwołany (OD/C) |
| Bez koloru                                                            | Został wycofany (WYC/WD) |
| Bez koloru                                                            | Nie przybył (NP/DNA) |
| Bez koloru                                                            | Nie brał udziału w treningach (NT/DNP) |
| Bez koloru                                                            | Nie został zgłoszony (–) |
| Pogrubienie                                                           | Start z pole position |
| Kursywa                                                               | Najszybsze okrążenie wyścigu |
| †                                                                     | Nie ukończył, ale jego rezultat został zaliczony ze względu na przejechanie więcej niż 90% dystansu wyścigu.                              |
| *                                                                     | Sezon w trakcie |
| 1/2/3                                                                 | Punktowana pozycja w sprincie kwalifikacyjnym                                                                                             |
| Lista systemów punktacji Formuły 1                                    | |

| Sezon | Zespół | Silnik | Opony | Kierowcy               | 1   | 2   | 3   | 4   | 5   | 6   | 7   | 8   | 9   | 10  | 11  | 12  | 13  | 14  | 15  | 16  | 17  | Pkt. | Msc. |
| ----- | ------ | ------ | ----- | ---------------------- | --- | --- | --- | --- | --- | --- | --- | --- | --- | --- | --- | --- | --- | --- | --- | --- | --- | ---- | ---- |
| 1995  | Simtek | Ford   | G     |                        | BRA | ARG | SMR | ESP | MCO | CND | FRA | GBR | DEU | HUN | BEL | ITA | POR | EUR | PAC | JPN | AUS | 0    | –    |
| 1995  | Simtek | Ford   | G     | Domenico Schiattarella | NU  | 9   | NU  | 15  | NW  |     |     |     |     |     |     |     |     |     |     |     |     | 0    | –    |
| 1995  | Simtek | Ford   | G     | Jos Verstappen         | NU  | NU  | NU  | 12  | NU  |     |     |     |     |     |     |     |     |     |     |     |     | 0    | –    |